# Place Bilal-Berreni
La place Bilal-Berreni est située dans le 20e arrondissement de Paris.

## Situation et accès
Elle est située à l'angle de la rue du Clos et de la rue Saint-Blaise. Elle est accessible par la ligne 3b du tramway d'Île-de-France avec la station Marie de Miribel.

## Origine du nom

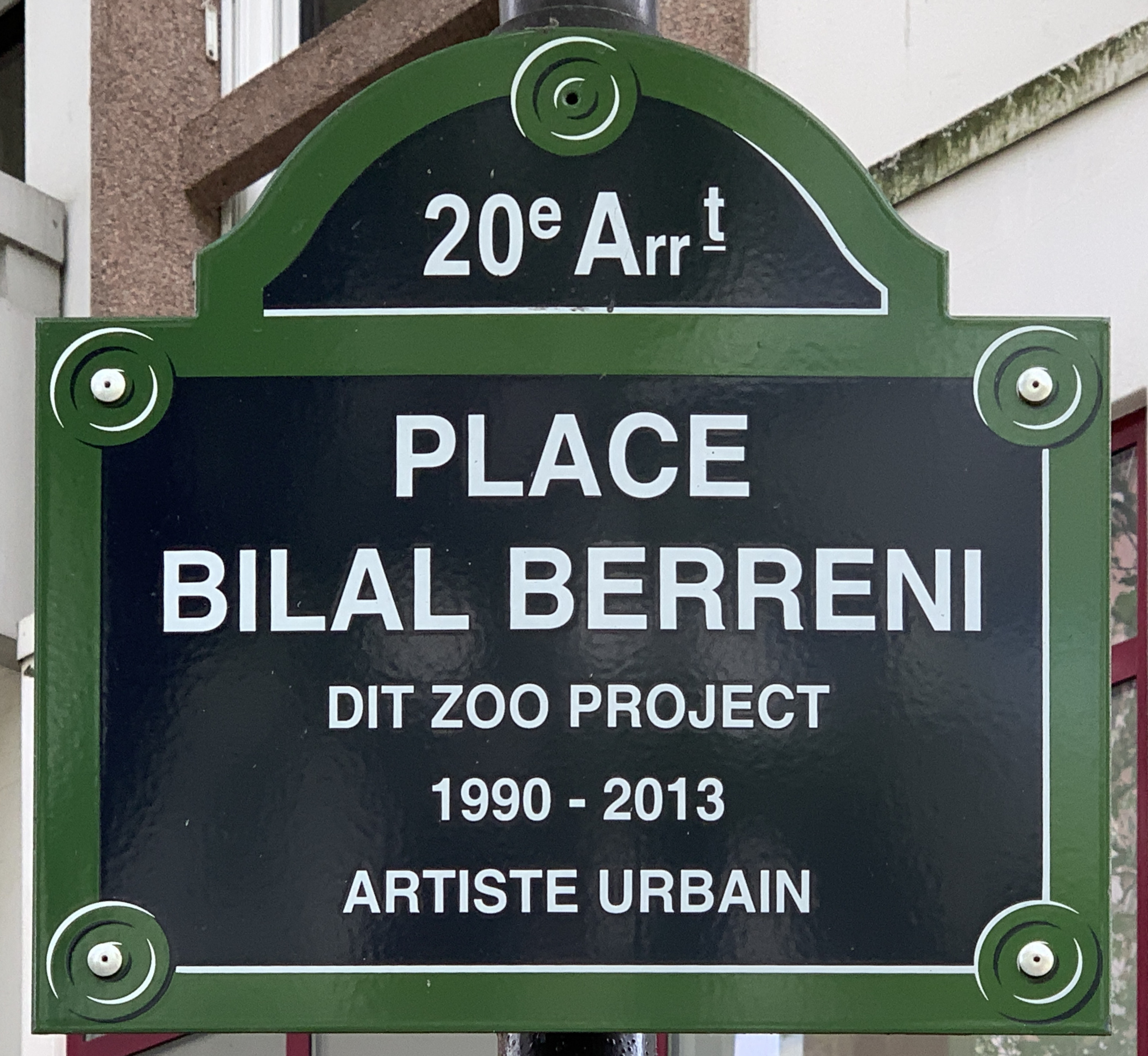
Plaque de la place.

La place doit son nom à Bilal Berreni dit Zoo Project (1990 - 2013), artiste urbain et enfant du quartier où elle se situe.

## Historique
Les habitants, au travers du conseil de quartier, souhaitent lui rendre hommage et proposent d'attribuer à l'espace, appelé « mail Saint-Blaise », le nom de Bilal Berreni. Ce vœu est adopté en séance plénière (décembre 2017) du conseil puis est porté au conseil d'arrondissement et enfin au conseil de Paris,.
L'inauguration a lieu le 6 juillet 2019, en présence de sa famille, de ses proches, des élus et des habitants.